# ورزشگاه پاناسونیک سوئیتا
ورزشگاه پاناسونیک سوئیتا (به ژاپنی: パナソニックスタジアム吹田) یک ورزشگاه فوتبال می‌باشد که در شهر سوئیتا استان اوساکا، ژاپن قرار دارد.
این ورزشگاه میزبان دیدارهای خانگی باشگاه گامبا اوساکا در رقابتهای جی‌لیگ می‌باشد.
گنجایش ورزشگاه ۳۹٬۶۹۴ هزار نفر است.
از نکات جالب در این ورزشگاه استفاده از پانل‌های خورشیدی با مجموع ظرفیت ۵۰۰ کیلووات تولید انرژی الکتریسیته بر روی سقف این ورزشگاه می‌باشد که برای مصارف انرژی ورزشگاه به کار می‌رود.